# Свети Николай (Търсие)
„Свети Николай“ (на гръцки: Aγίου Νικολάου) е възрожденска православна църква в леринското село Търсие (Тривуно), Егейска Македония, Гърция. Храмът е част от Леринската, Преспанска и Еордейска епархия.
Инициативата за изграждане на храма е на българския учител отец Герасим Калугера от Търсие, който се завръща от Света гора и организира съселяните си за построяване на нов храм. Църквата е построена от майстори от Бел камен. На плоча е изписана датата 1864-15-7 и името на главния майстор Константин Белкаменски. В архитектурно отношение представлява трикорабна базилика в западномакедонски стил с дървен покрив, с трем от юг, нартекс и женска църква над него. Забележителен е резбованият и изписан иконостас с 61 икони зографисани от Адамче Найдов от XIX век, резбованият амвон и двата резбовани владишки трона. Дясната страна на иконостаса с иконата на Архангел Махаил е платена от семейство Мангови-Попяневи. В храма има запазени икони отпреди 1800 година. Надписите в храма са славянски и отец Герасим пее в него на църковнославянски. След смъртта си в 1889 година, той е погребан в храма, до проскомидията. В църквата са запазени седем царски икони от XIX век, 54 икони, вградени в дървения иконостас и една от 1801 година, поставена на амвона.
Храмът е имал и красива камбанария, висока 15 m, с издълбани в нея два портрета. Камбанарията е разрушена при управлението на номарха Цакцирас.
Църквата е обявена за защитен паметник в 1994 година.